# Praha-Hostivař
Praha-Hostivař egy csehországi vasútállomás, Prágában.

## Megközelítés helyi közlekedéssel
- Busz:  101, 111, 125, 181, 183, 329, 911
- Villamos:  22, 26, 97, 99
- Vonat:   S41 ,  S9

## Vasútvonalak
Az állomást az alábbi vasútvonalak érintik:
- Prága–Benešov u Prahy-vasútvonal

## Szomszédos állomások
A vasútállomáshoz az alábbi állomások vannak a legközelebb:
- Praha-Strašnice zastávka
- Praha-Horní Měcholupy
- Praha-Běchovice
- Praha-Libeň